# Устьево
 Устьево  — деревня в Удорском районе Республики Коми в составе городского поселения Благоево.

## География
Расположена на левом берегу реки Ёвва недалеко от места ее впадения в реку Вашка на расстоянии примерно в 52 км по прямой на запад от районного центра села Кослан.

## История
Основана в 1663 году крестьянами из других селений Важгортской волости. В 1678 году в деревне 6 дворов, 36 душ мужского пола, в 1918 21 двор и 120 жителей, в 1926 22 и 124 жителя, в 1970 199 жителей, в 1989 103 жителя, коми.

## Население
Постоянное население  составляло 39 человек (коми 85%) в 2002 году, 26 в 2010.